# Torcicollo (medicina)
Il torcicollo è una condizione patologica caratterizzata da una deviazione laterale e rotatoria del capo.

## Classificazione
In base all'insorgenza della patologia, il torcicollo può essere congenito (cioè, presente fin dalla nascita) o acquisito. 
- il torcicollo congenito a sua volta viene distinto in osteogeno e miogeno.
  - il torcicollo congenito miogeno è dovuto a una retrazione fibrosa monolaterale del Muscolo sternocleidomastoideo. Il capo risulta così flesso omolateralmente alla lesione e ruotato controlateralmente
  - il torcicollo congenito osteogeno è dovuto a malformazioni ossee a carico delle vertebre cervicali: sinostosi atlanto-occipitale (fusione delle prime due vertebre cervicali), sinostosi di due o più vertebre cervicali tipiche della Sindrome di Klippel Feil, emispondilie o Spina bifida cervicale
- il torcicollo acquisito può essere dovuto a vari problemi riguardanti le più diverse cause. Dal punto di vista eziopatogenetico il torcicollo acquisito viene distinto in:
  - torcicollo acquisito di origine osteoarticolare. È dovuto a patologie acute o croniche che interessano il muscolo sternocleidomastoideo (per es. infiammazione, o retrazione per cicatrice) o le vertebre cervicali (per esempio, artriti, artrosi, tubercolosi, reumatismo)
  - torcicollo acquisito di origine varia (o torcicollo sintomatico). Il torcicollo in questi casi è il sintomo di varie patologie, per esempio di disturbi della vista (torcicollo oculare) o dell'equilibrio, o a problemi neurologici (per es. nella distonia cervicale, la causa più frequente di torcicollo nell'adulto), ecc.